# Galerie Eduard Schulte

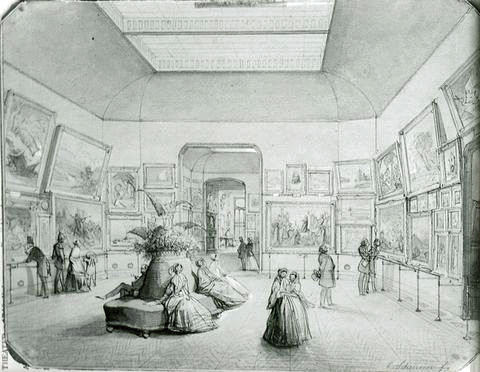
Eduard Schultes Kunstausstellung in Düsseldorf (Tageslicht durch Oberlicht), Zeichnung von Caspar Nepomuk Scheuren, um 1855

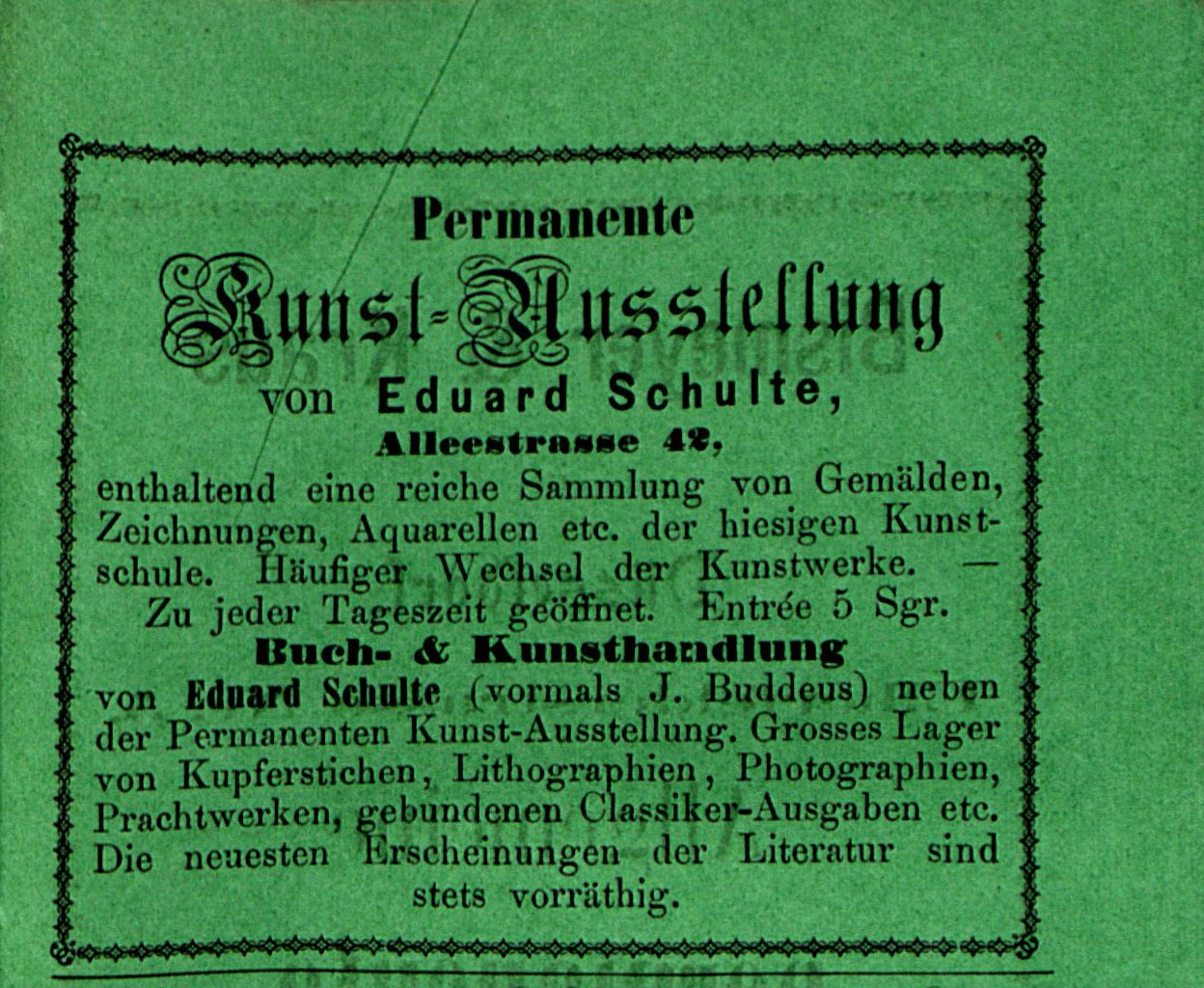
Wilhelm Herchenbach, Fremdenführer für Düsseldorf und Umgegend. Düsseldorf 1869, Permanente Kunst-Ausstellung von Schulte, Alleestraße 42

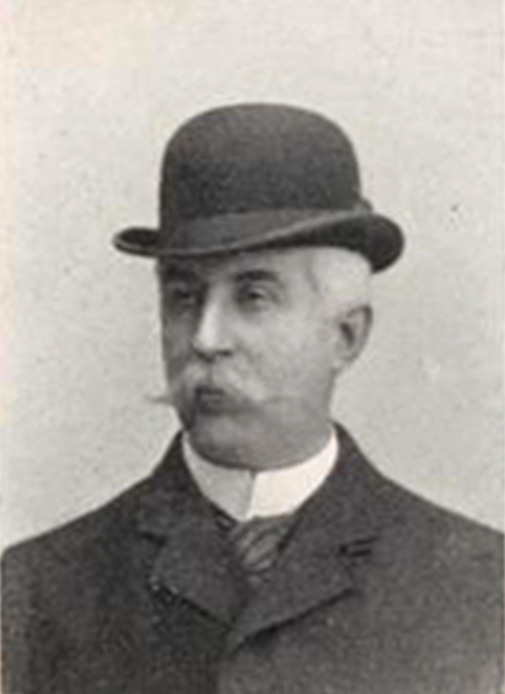
Hermann Schulte, Kunst-Ausschuss und Delegierter der Internationalen Kunstausstellung im Kunstpalast Düsseldorf, 1904

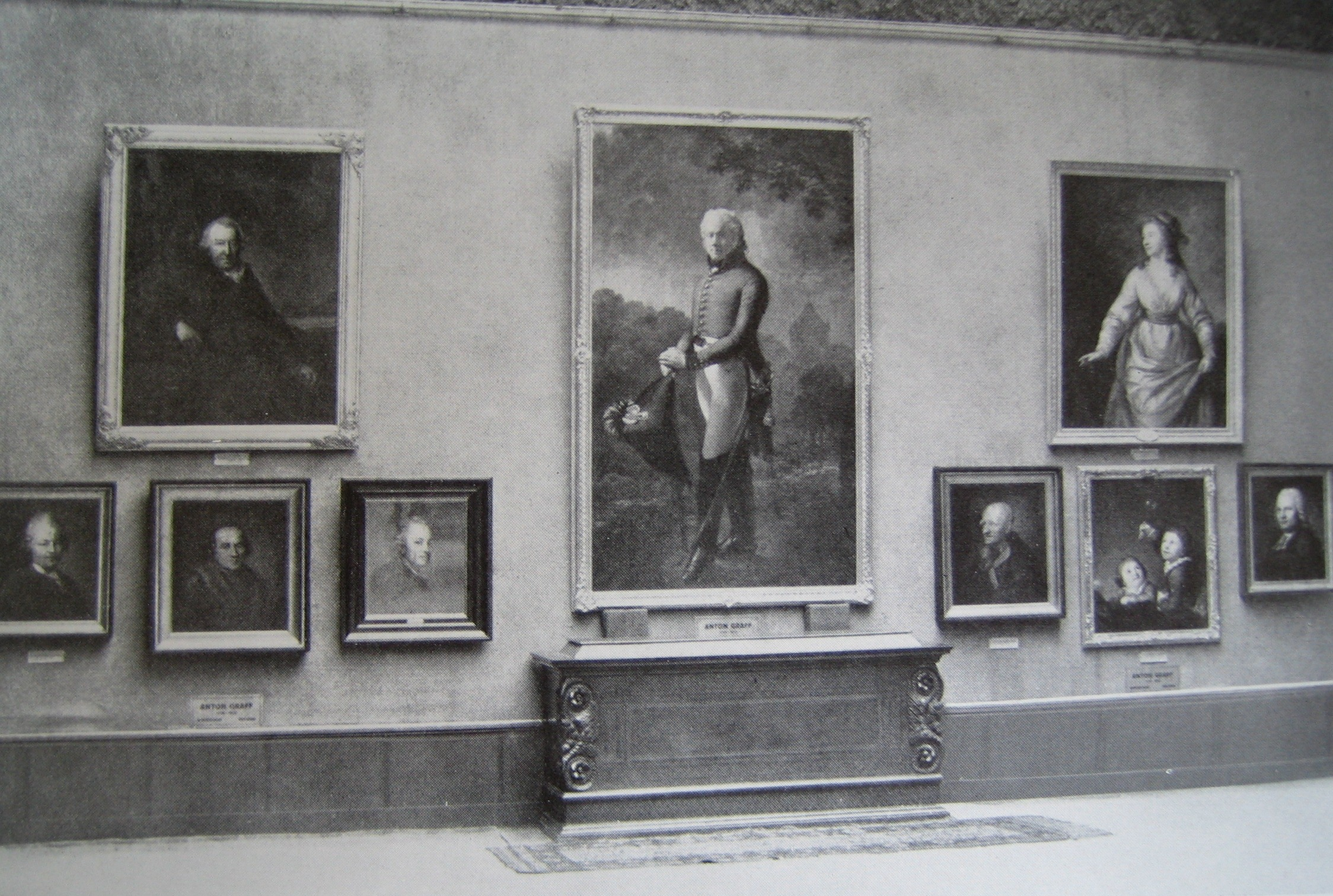
Anton-Graff-Ausstellung in der Galerie Eduard Schulte in Berlin, 1910

Die Galerie Eduard Schulte, auch Kunstsalon Eduard Schulte oder Kunsthandlung Eduard Schulte, geht auf den Kunsthändler Eduard Schulte zurück, der die Buddeus’schen Buch- und Kunsthandlung in Düsseldorf übernahm und dort ab 1849 oder 1850 in einer Dauerausstellung gegen eine geringe Gebühr zwischen Künstlern und Käufern vermittelte.
Nach Eduard Schultes Tod führten seine Söhne Hermann Schulte (1850–1940) und Eduard Schulte jr. (1856–1936) die Kunsthandlung weiter. Insbesondere die Berliner Filiale war für die beginnende Moderne von Bedeutung.

## Galerien
Eduard Schulte führte eine Kunsthandlung in der Alleestraße 42 in Düsseldorf, die sich eines guten Rufs erfreute, hatte aber auch eine Niederlassung in der Richartzstraße 16 in Köln. 1886 übernahm er außerdem in Berlin das Ausstellungslokal des Auktionshauses Lepke, Unter den Linden 4a. 1891 wurde die Kunsthandlung Eduard Schulte in das Palais Redern am Pariser Platz, Unter den Linden 1, verlegt. Als dieses 1904 abgerissen wurde, zog die Galerie in den gegenüber befindlichen Gräflich Schwerinischen Palast, Unter den Linden 75. Die Pläne zu der neuen Kunsthandlung stammen von Alfred Messel und befinden sich heute im Architekturmuseum der TU Berlin. Als Bauherr wird hier Hermann Schulte genannt.
Schultes Kunsthandlung im Palais Redern galt als technisch am besten ausgestattete Galerie Berlins. Sie besaß, anders als etwa das Konkurrenzunternehmen Fritz Gurlitts, einen Oberlichtsaal sowie einen verdunkelbaren Raum, der elektrisch beleuchtet werden konnte. Karl Voll konstatierte unter dem Pseudonym Dr. van Eyck, bei der Schulteschen Kunsthandlung handle es sich um eine „der angesehensten Kunsthandlungsfirmen Deutschlands“ und ihr Angebot gewähre „selbst verwöhnten Kunstsybariten Befriedigung“. Möglicherweise waren dieser anerkennenden Äußerung jedoch auch kritische Stimmen vorausgegangen. Jules Laforgues hatte sich 1887 eher despektierlich geäußert: „Vor einem Jahr hat ein Kölner Händler eines dieser Geschäfte übernommen, er veranstaltet kleine Ausstellungen […], aber wie jämmerliche! Außerdem kosten diese Ausstellungen eine Mark Eintritt […]“ Sowohl die Zeitangabe als auch die Äußerung zur Provenienz des genannten Galeristen lassen darauf schließen, dass hier die Schultesche Galerie gemeint war. Auch in späteren Jahren äußerten sich Kritiker zum Teil despektierlich. Hans Rosenhagen etwa erklärte, Schulte präsentiere „Handelsware mit anerkannter Marke und jene Kunst, die nichts ist, als maskirter [sic] Dilettantismus.“ Er bedauerte es, dass „die minderwerthige Kunst in den besten Ausstellungsräumen Berlins“ zu finden sei.
Trotz einiger kritischer Stimmen spielte die Kunsthandlung eine wichtige Rolle in der Entwicklung im Kunstleben des späten 19. Jahrhunderts. Bei Schulte stellte die Vereinigung der XI und die Freie Vereinigung der XXIV aus. Ferner war in der Kunsthandlung 1887 eine Ausstellung mit Werken Arnold Böcklins zu sehen und 1891 und 1892 wurden Gemälde von Franz von Stuck gezeigt. Theodor Fontane, der die erste Berliner Stuck-Ausstellung besuchte, zeigte sich sehr beeindruckt. Mindestens drei Mal gab es Einzelausstellungen mit Arbeiten von Gustav Schönleber.
Nach wie vor vermarktete Schulte auch die akademischen Maler der Düsseldorfer Malerschule. Der Galerist erkannte Chancen seiner Zeit: Im November 1892 kam es zur „Affäre Munch“: Nachdem die Munch-Ausstellung im Architektenhaus in der Wilhelmstraße nach Protesten vorzeitig beendet worden war, zogen die Mitglieder des Vereins Berliner Künstler, die sich gegen diese Schließung ausgesprochen hatten, unter Protesten in die Galerie Schulte um. Zu diesem Zeitpunkt hatte Schulte Munch bereits angeboten, die Ausstellung auch in Düsseldorf und Köln zu zeigen, und Munch war gegen eine Eindrittelbeteiligung an den Eintrittsgeldern dazu bereit gewesen. Am 13. November 1892 wurde bei Schulte im Zuge des Protests gegen die Schließung der Munch-Ausstellung die Freie Vereinigung Berliner Künstler gegründet, die allerdings ihre erste Ausstellung dann in anderen Räumen abhielt. Im Februar 1893 folgte die Jahres-Ausstellung der Freien Vereinigung Düsseldorfer Künstler in seinen Räumen.
Ab 1893 war bei Eduard Schulte regelmäßig eine Herbstausstellung zu sehen, aus der dann die Ausstellungen des Künstler-West-Klubs sich entwickelten. Schulte wurde auch Galerist der Vereinigung der XI, Vereinigung der Vier und der November-Vereinigung sowie der Vereinigung 1897 und der Gesellschaft Deutscher Aquarellisten. Die Jahrhundertwende feierte die Galerie mit einer Ausstellung der neuen impressionistischen Gemälde von Eugen Bracht. 1904 wurden erstmals in Berlin Werke des Frankfurt-Cronberger-Künstler-Bundes gezeigt, darunter von Paul Klimsch
Die Künstlergruppe „die Aehre“ (Mitglied war u. a. Erich Kips) stellt 1924 im Salon Eduard Schulte aus. 1926 fand eine Ausstellung mit Werken des Jerusalem lebenden Künstlers Abba Pfeffermann, der sich Abel Pann nannte, statt und 1927 eine Ausstellung zum fünfzigsten Geburtstag von Konrad von Kardorff. In diesen Jahren wurde „die Galerie von Hermann Schulte sen. und Hermann Schulte jun. betrieben“. 1928 wurde eine Ausstellung mit Werken von August von Brandis gezeigt.